# 韩树旺
韩树旺（1964年10月—），山东武城人，汉族，中国共产党党员。中华人民共和国政治人物、第十三届全国人民代表大会河北地区代表。

## 生平
2018年2月24日，当选为第十三届全国人大代表。
2021年，任航天投资控股有限公司党委书记、董事长。
2024年3月28日，因涉嫌严重违纪违法，河北省第十四届人大常委会第八次会议决定罢免韩树旺的第十四届全国人大代表职务。4月26日，第十四届全国人民代表大会常务委员会发布第四号公告，韩树旺的代表资格终止。有消息指，韩树旺的落马可能与2023年中国火箭军腐败案有关。